# 337
Правління Костянтина Великого у Римській імперії. У Китаї правління династії Цзінь. В Індії починається період імперії Гуптів. В Японії триває період Ямато. У Персії править династія Сассанідів.
На території лісостепової України Черняхівська культура. У Північному Причорномор'ї готи й сармати.

## Події
- 9 вересня — у Нікомедії на самому початку походу проти персів помер Костянтин I Великий, римський імператор з 306 року.
- Перед смертю Костянтин Великий прийняв хрещення.
- Імперія розділена між синами Костянтина: Костянтином II, Констанцієм II, Константом та Флавієм Далмацієм.

- Флавія Далмація страчено.
- Юлій I стає папою Римським.
- Афанасія Великого відновлено на посаді патріарха в Александрії.
- Павло Ісповідник стає патріархом у Константинополі.

## Народились
- Фа Сянь

## Померли
- Костянтин Великий
- Святитель Євстахій